# Aktiebolaget Berol-Produkter
Aktiebolaget Berol-Produkter var ett kemiföretag, som grundades i Södertälje år 1937. Det förvärvades senare av Mo och Domsjö och har genom förvärv gått upp i Akzo Nobel.
Berol-Produkter framställde kemikalier för användning inom främst textil-, läder-, pappers- och viskosindustrierna. Råvarorna utgjordes av biprodukter från sulfit- och sulfatmassatillverkningen.
Företaget grundades år 1937 i Södertälje, men förvärvades av Mo och Domsjö år 1945. För att komma närmare textilindustrin och en exporthamn, flyttade det år 1946 till Mölndal.
MoDo:s kemiverksamhet expanderade under 1960-talet och år 1971 bildades MoDo Kemi AB, men till följd av försämrad lönsamhet såldes verksamheten i Mölndal, liksom den i Stenungsund, till Statsföretag år 1973. Namnet på bolaget blev då Berol-Kemi AB. Berol-Kemi såldes år 1985. Det kom från 1988 att ingå i Nobel Industrier under namnet Berol Nobel AB. Nobel Industrier förvärvades år 1994 av Akzo och namnet blev Akzo Nobel.